# 김하정
김하정(본명: 김시현, 1989년 6월 3일 ~ )은 대한민국의 2014년 미스코리아 전북 선(善)이다. 현재 [[경기방송 복지TV 보도국 아나운서(직업)|경기방송 복지TV 보도국아나운서] 모델, 무용강사, 전 kt사내아나운서 

## 프로필
- 출생: 1989년 6월 3일
- 신체: 167.6cm, 52.8kg, 35-24-36
- 학력: 숙명여자대학교 무용학과 졸업
- 수상: 2013년 미스 인터콘티넨탈 서울대회 1위 & 한국대회 2위, 2014년 미스코리아 전북 선(善)
- 취미: 필라테스, 요리
- 특기: 무용, 요가